# Yutan
Yutan – miasto w Stanach Zjednoczonych, we wschodniej części stanu Nebraska, w hrabstwie Saunders. Miasto leży na przedmieściach Omaha – największego miasta Nebraski.